# 1108 (szám)
Az 1108 (római számmal: MCVIII) az 1107 és 1109 között található természetes szám.

## A szám a matematikában
A tízes számrendszerbeli 1108-as a kettes számrendszerben 10001010100, a nyolcas számrendszerben 2124, a tizenhatos számrendszerben 454 alakban írható fel.
Az 1108 páros szám, összetett szám. Kanonikus alakja 22 · 2771, normálalakban az 1,108 · 103 szorzattal írható fel. Hat osztója van a természetes számok halmazán, ezek növekvő sorrendben: 1, 2, 4, 277, 554 és 1108.
Az 1108 egyetlen szám valódiosztó-összegeként áll elő, ez az 1468.

## Csillagászat
- 1108 Demeter kisbolygó